# Sorcier
Magicien
Pour l’article homonyme, voir Sorcier (comics).
 (avril 2020).
Si vous disposez d'ouvrages ou d'articles de référence ou si vous connaissez des sites web de qualité traitant du thème abordé ici, merci de compléter l'article en donnant les références utiles à sa vérifiabilité et en les liant à la section « Notes et références ».
Œuvres principales
Voir liste des œuvres
Un sorcier, du bas latin jeteur de sort, également nommé mage ou magicien, est une personne qui pratique la sorcellerie et la magie. Il est parfois associé au voyant et au chaman, spécialiste de la communication avec les puissances de la nature et les défunts. Le mage en est un personnage-type qui utilise la magie pour générer divers effets puissants. Il maîtrise souvent les pouvoirs liés aux quatre éléments (par exemple dans World of Warcraft) ou agit comme un guérisseur. Son pendant féminin est la sorcière. C'est un personnage de fiction de la littérature de fantasy (plus particulièrement dans l’heroic fantasy).
Si l'image du magicien peut être positive, celle du sorcier est communément très négative parmi les sociétés humaines, qui condamnent généralement la sorcellerie, notamment  l'Europe de la fin du Moyen Âge jusqu'à la Renaissance, et la Papouasie-Nouvelle-Guinée de nos jours. Le sorcier devient ainsi assimilable aux individus humains persécutables à merci car accusés de tous les maux, à l'image des minorités humaines.
L'image du sorcier a été médiatisée et revalorisée à travers les livres de la saga Harry Potter, ainsi que dans les films qui en sont issus. Le magicien est aussi un archétype et une classe de personnage dans divers jeux de rôle. Dans ce contexte, ses compétences, pouvoirs et mode de progression ou d'apprentissage dépendent de la nature des forces magiques dans l'univers qui lui sert de cadre.

## Définition
Comme son nom l'indique, le sorcier est un « jeteur de sorts », pratiquant une magie destructive. En Papouasie-Nouvelle-Guinée, une loi relative à la sorcellerie tente d'en donner une définition en 1971, comme d'êtres ayant des « pouvoirs extraordinaires qui peuvent parfois être employés pour faire le bien, mais le plus souvent pour de mauvaises actions ».

## Histoire

### Antiquité
Les sorciers sont rares dans la Bible, et condamnés par Moïse. La pratique de la sorcellerie dans l'Antiquité est difficile à évaluer. Celle-ci est en effet réprouvée, voire interdite. Pline l'Ancien rapporte son interdiction à Rome par la Loi des XII tables vers -450. La Lex Cornelia interdisait sa pratique et condamnait à mort ceux qui s'adonnaient aux pratiques de sorcellerie : « les devins, les enchanteurs et ceux qui font usage de la sorcellerie à de mauvaises fins, ceux qui évoquent les démons, qui utilisent la magie noire, qui bouleversent les éléments, qui, pour nuire, emploient des images de cire, seront punis de mort. ». Mécène conseille à Auguste de repousser les adeptes des religions des étrangers : « C'est d'eux que naissent la conspiration et les sociétés secrètes, dangereuses pour le règne d'un monarque. ».
De nombreuses références (notamment littéraires) témoignent d'une pratique continue de la sorcellerie durant l'Antiquité. La Thessalie, plaine fertile aux multiples cours d'eau, semble perçue comme la région d'origine des sorciers en Grèce ; Apulée la qualifie de « terre natale de l'art magique ».

### Moyen Âge et Renaissance
« Ceux parmi nous qui sont sorciers parlent avec le méchant Esprit, font des festins avec lui, toutes les nuits; ils empêchent un mari de caresser sa femme par leurs sortilèges; ils corrompent aussi les filles sages et vertueuses par un charme qu'ils mettent dans ce qu'elles doivent boire ou manger. Ils empoisonnent les bestiaux, ils font périr les biens de la Terre, mourir les hommes en langueur, blesser les femmes grosses; et cent autres maux que je ne te raconte pas. Ces gens-là s'appellent Enchanteurs et Sorciers, mais il y en a d'autres encore plus méchants: ce sont les Magiciens. Ils ont des conversations familières avec le méchant Esprit, ils le font voir à ceux qui en ont la curiosité sous telle figure qu'ils veulent. Ils ont des secrets pour faire gagner au jeu et enrichir ceux à qui ils les donnent. Ils devinent ce qui doit arriver; ils ont le pouvoir de se métamorphoser en toutes sortes d'animaux et de figures les plus horribles; ils vont en certaines maisons faire des hurlements affreux mêlés de cris et de plaintes effroyables, ils y paraissent tous en feu plus hauts que des arbres, traînant des chaînes aux pieds, portant des serpents dans la main; enfin ils épouvantent tellement les gens qu'on est obligé d'aller chercher les prêtres pour les exorciser, croyant que ce sont des âmes qui viennent du purgatoire en ce monde, y demander quelques messes, dont elles ont besoin pour aller jouir de la vue de Dieu. Il ne faut donc pas que tu t'étonnes si on les fait brûler sans rémission, selon les lois dont nous parlons.»
Au début du Moyen Âge, Clovis promulgue la Lex Salica condamnant les sorciers à payer de fortes amendes. Le code de Charlemagne prévoit également des emprisonnements pour les adeptes de sorcellerie. En réalité, l'immense majorité des condamnés sont victimes de lynchages par des villageois, qui en font les responsables d'un incendie, d'une maladie ou d'une mauvaise récolte, sans aucun procès.
En 1326, une bulle pontificale du pape Jean XXII entraîne la persécution par les autorités chrétiennes des sorciers, sur près de quatre siècles : « Nous apprenons avec douleur l'iniquité de plusieurs hommes, chrétiens seulement de nom. Ils traitent avec la mort et pactisent avec l'enfer, car ils sacrifient aux démons. ».
Le romancier folkloriste Claude Seignolle estime que ces procès et exécutions concernèrent surtout les femmes,.
Au cours des procès dirigés contre les sorcières ou les magiciens, des croyances se développent. Après avoir hésité au Moyen Âge à décréter la réalité de la sorcellerie, l'Église catholique du XVe siècle décide de publier la bulle apostolique Summis desiderantes affectibus en 1484, suivi d'un manuel démonologique, le Malleus Maleficarum (Le Marteau des sorcières), écrit par deux inquisiteurs dominicains, l'inquisiteur Heinrich Kramer et Jacques Sprenger.

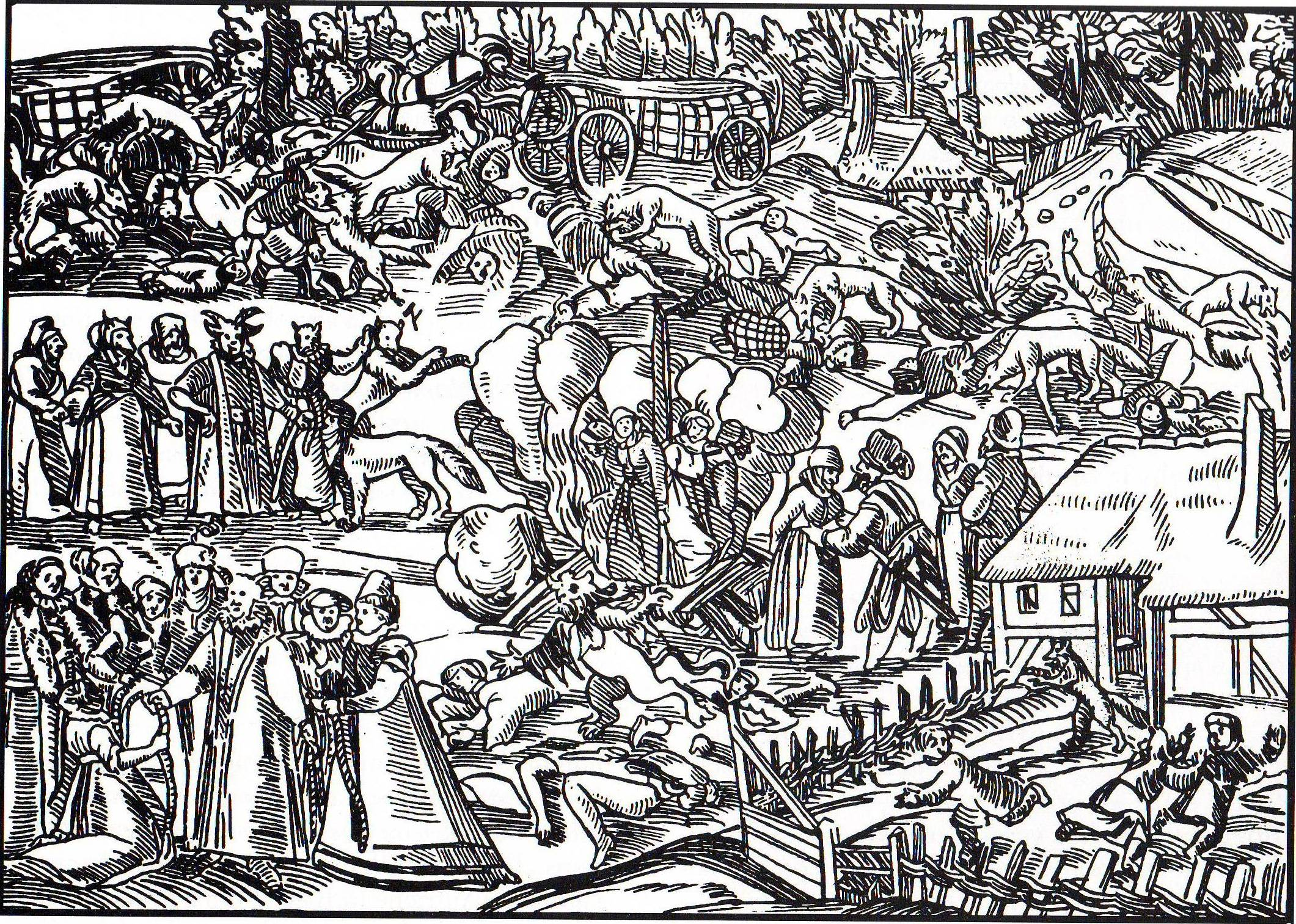
Les sabbats des sorcières.

Alors qu’on associe généralement plus volontiers Moyen Âge et sorcellerie, les XVIe et XVIIe siècles ont connu les vagues de persécutions les plus intenses. Auparavant, les sorciers sont des hommes et des femmes ; les procès en sorcellerie se tiennent exclusivement à l’encontre des femmes. Le paroxysme est atteint lorsque les tribunaux civils supplantent ce monopole d’Église. Parallèlement à ces répressions, se développe toute une littérature inquisitoriale (près de deux mille œuvres) dénonçant les pouvoirs maléfiques des sorcières, dangereuses car elles « sont encore plus exécrables en ce qu'elles apprennent de la bouche de Satan mesme ce que les magiciens apprennent dans les livres ». Parmi ces œuvres, figurent Le Marteau des sorcières, premier livre de poche, De la démonomanie des sorciers de Jean Bodin, le Discours exécrable des sorciers d'Henry Boguet.
L'historien Brian P. Levack (en) estime qu’environ 110 000 procès pour crimes de sorcellerie eurent lieu en Europe en cinq siècles. Historiens et chercheurs estiment aujourd’hui le nombre de leurs victimes entre 50 et 100 000 sur les deux siècles où tant les tribunaux de l’Inquisition que ceux de la Réforme les conduisent au bûcher. Un chiffre élevé en proportion de la population européenne de l’époque (de l'ordre de 80 millions d’habitants au XVIe siècle, Russie comprise). 80 % de ces victimes sont des femmes, les 20 % restants étant des hommes relevant pour la plupart de la catégorie des « errants », pauvres hères et vagabonds. On y trouve aussi des meuniers, des prêtres, des bergers, parfois des bourgeois, voire des grands comme le maréchal d'Ancre et sa femme, ou plus tard le maréchal de Luxembourg (1680).

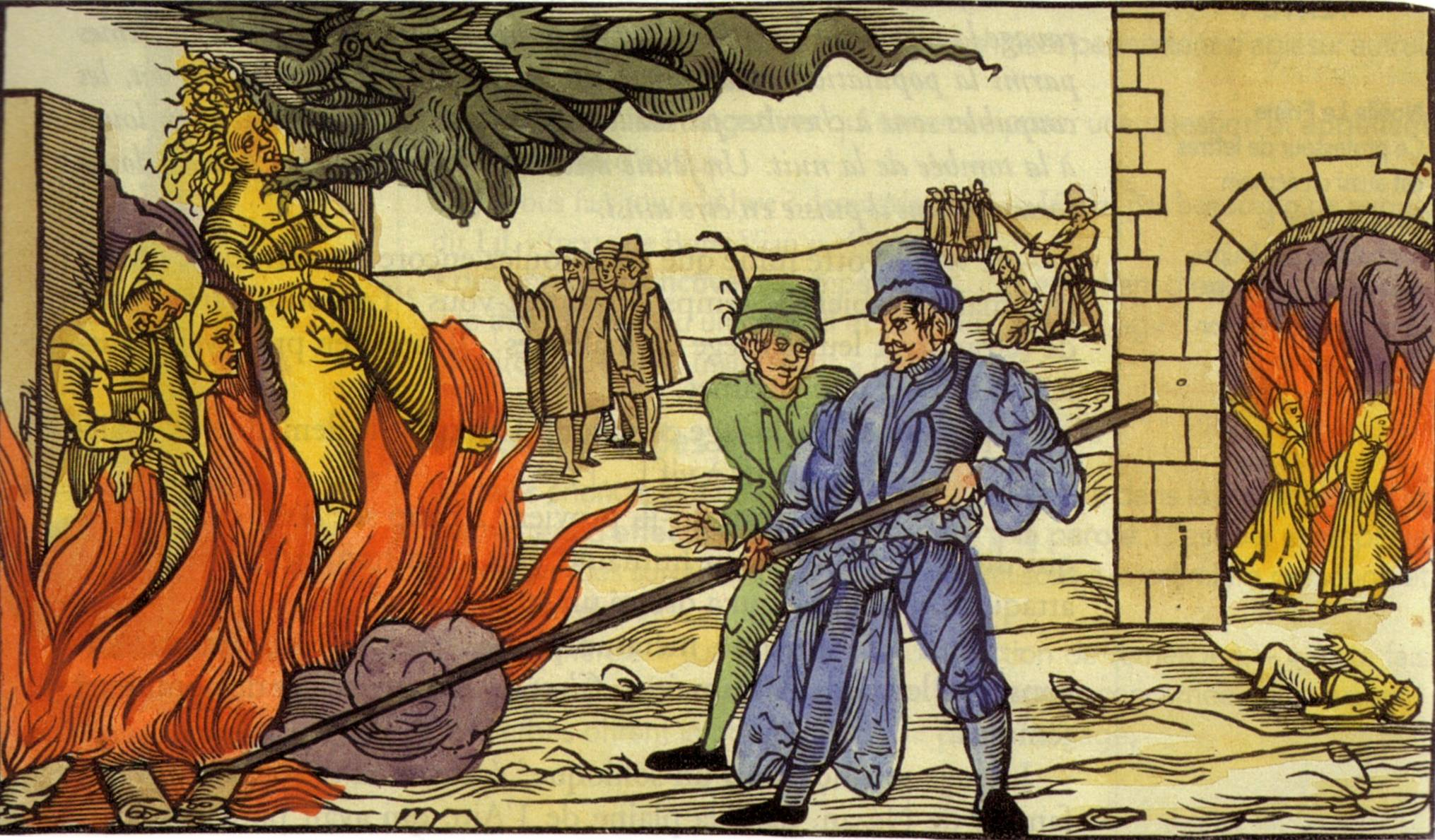
Scène de l'Inquisition : sorcières au bûcher en 1555 à Derenburg.

C'est seulement à partir de la fin du XVIIe siècle que l'on assiste à la fin de ce phénomène.

## Nuit d'Halloween
La fête d'Halloween, il y a dix siècles, était le jour de l'an païen fêté dans les pays celtiques le 1er novembre : c'était la fête de Samhain. On croyait alors que la nuit précédant cette date, les esprits des morts venaient se mêler aux vivants, de même que « tous les esprits de Féerie, nains, gnomes, lutins, fées, ainsi que les démons les plus noirs, issus de le malespoire ». C'était pour conjurer ces sortilèges que les anciens avaient coutume d'allumer de grands feux et de danser, de rire, afin de vaincre leur peur.

## Image symbolique
Pour l'ethnologue William E.M. Mitchell, le sorcier est l'un des êtres vivants dont l'image est la plus négative, car « les crimes les plus repoussants ne sont pas le fait des esprits (qui sont des morts), ni de celui des démons ou des dieux (qui ne sont pas humains), mais de celui des sorciers qui partagent avec nous le don d'humanité ». Mitchell décrit ainsi le sorcier comme un « individu diabolique dépourvu de sentiments de tendresse, de sympathie et de loyauté », et qui concentre en lui toutes les terreurs de l'enfance, devenant un symbole du mal sur plusieurs siècles et parmi différentes cultures.
Le sorcier est un individu qu'il est « possible de haïr sans craindre de sanction », dans la mesure où ses actions consistent à vouloir mettre à mort autrui. Mitchell rapproche ainsi la fonction sociale du sorcier de celle des groupes sociaux « ralliements pour la haine », tels que les minorités stigmatisées (Noirs, homosexuels, hippies...), citant notamment Monica Hunter Wilson, qui se demandait (en 1951) si le sorcier est un bouc émissaire universel.
En Papouasie-Nouvelle-Guinée, l'une des actions les plus communément décrites chez le sorcier consiste à récupérer des parties corporelles de sa victime (cheveux, ongles, sécrétions...) pour ensuite obtenir sur elle l'effet voulu.

## Image contemporaine

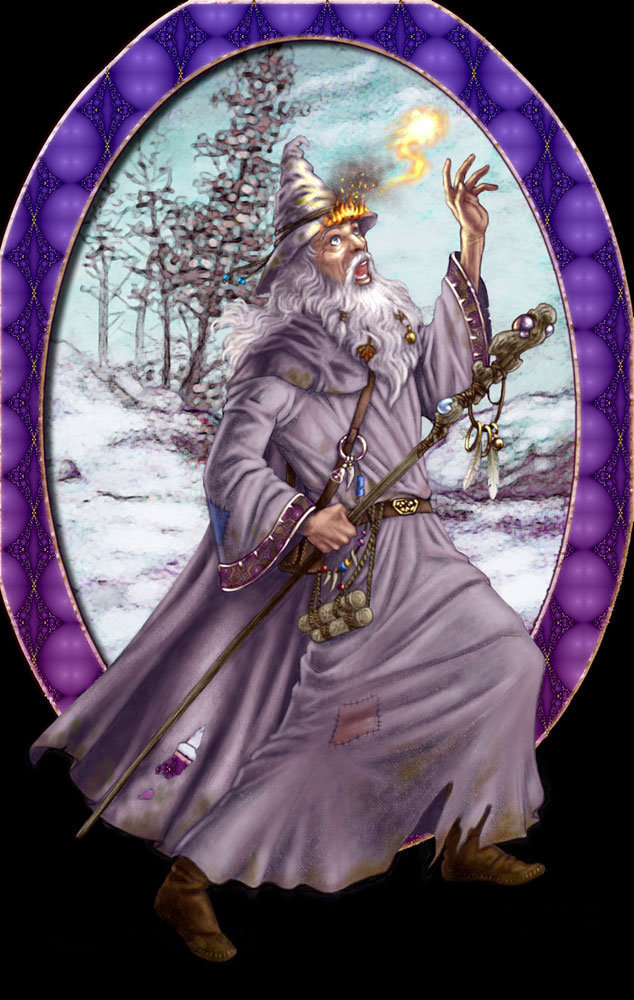
Un magicien, tel que vu dans les œuvres de fantasy.

### Littérature
Le mage apparaît dans les contes de fées et récits du Moyen Âge, tels la légende arthurienne avec notamment les personnages de Merlin et de la fée Morgane. On peut aussi citer la fée Carabosse.
Le mage est aussi un personnage qu'on retrouve dans de nombreux genres littéraires, tel que l’héroic fantasy avec les Istari de l'auteur J. R. R. Tolkien (dont les plus connus, Saroumane et Gandalf, apparaissant dans Le Seigneur des anneaux), mais aussi Elric de Melniboné (et son ennemi Theleb K'aarna) dans le Cycle d'Elric de Michael Moorcock, voire Merlin d'Ambre (fils de Corwin d'Ambre) dans le Cycle des Princes d'Ambre de Roger Zelazny.

### DansDonjons et Dragonset les jeux de rôle sur table

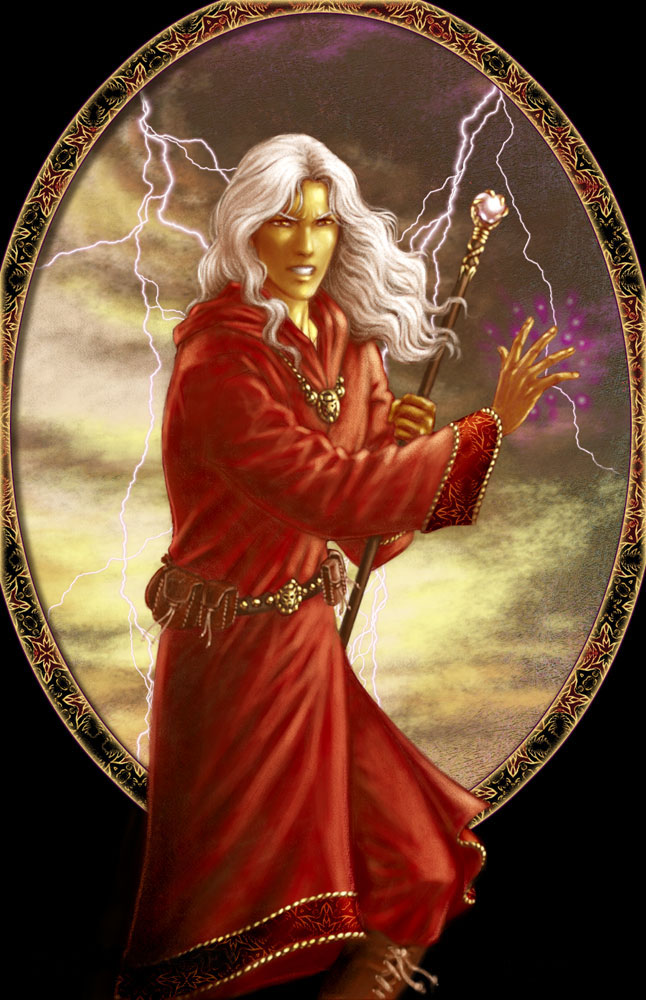
Raistlin, un magicien célèbre de la saga Lancedragon.

L'édition originale du jeu de rôle médiéval-fantastique Donjons et Dragons comportait trois classes de personnage (guerrier, magicien et prêtre).

### Dans les jeux vidéo
Dans la plupart des jeux vidéos, la classe  « mage »  est une branche de personnage ayant des pouvoirs et plusieurs compétences liés à la magie. En général cette classe est la meilleure en termes de gameplay car elle débloque énormément de possibilités dans le jeu. Pour ce qui est des PNJ (Personnage non-joueur), les mages présents dans les jeux vidéos en tant que PNJ sont calmes et sages, ils ne sont pratiquement jamais agressifs, contrairement aux sorciers.

### Confusions
Dans de nombreux jeux de rôle, le terme « magicien » (ou mage) désigne tout utilisateur de la magie. Certaines œuvres en donnent une définition plus précise (comme dans Donjons & Dragons) : le Magicien serait un individu ordinaire ayant un don, et ayant étudié dans une école spécialisée ou auprès d'un maître pour obtenir ses capacités magiques, alors qu'un sorcier est né avec ses pouvoirs.

## Les différents types de magiciens
La magie est un terme vague, et dans nombre de jeux de rôle un magicien doit choisir une « École ». Celle-ci représente la ou les disciplines étudiées durant les études du magicien. Il en existe un grand nombre mais les plus connues sont :
- l'Altération qui forme des altérateurs ;
- la Conjuration, qui forme des conjurateurs ;
- la Divination, qui forme des devins ou divinateurs ;
- l'Invocation, qui forme des invocateurs ;
- la Nécromancie, qui forme des nécromanciens.

### Sources imprimées
- Martine Ostorero (éd.), Agostino Paravicini Bagliani (éd.), Kathrin Utz Tremp (éd.) et Catherine Chène (éd.), L'imaginaire du sabbat : édition critique des textes les plus anciens (1430 c. - 1440 c.), Lausanne, Cahiers lausannois d'histoire médiévale, coll. « Cahiers Lausannois d'Histoire Médievale » (no 26), 1999, 571 p. (ISBN 2-940110-16-6, présentation en ligne), [présentation en ligne].L'ouvrage réunit les sources primaires suivantes : Rapport sur la chasse aux sorciers et aux sorcières menée dès 1428 dans le diocèse de Sion, par Hans Fründ ; Formicarius (sorcellerie) (livre II, chapitre 4 et livre V, chapitres 3,4 et 7) par Johannes Nider ; Errores gazariorum seu illorum qui scopam vel baculum equitare probantur, anonyme ; Ut magorum et maleficiorum errores, par Claude Tholosan ; Le champion des dames, livre IV, vers 17377-18200, par Martin Le Franc.
- Henry Institoris et Jacques Sprenger (trad. Amand Danet, préf. Amand Danet), Le Marteau des sorcières : Malleus Maleficarum, Grenoble, Jérôme Millon, coll. « Atopia », 2009 (1re éd. 1990), 539 p. (ISBN 978-2-84137-177-8, présentation en ligne).

#### Études historiques
- Colette Arnould (préf. Lucien Jerphagnon), Histoire de la sorcellerie, Paris, Tallandier, coll. « Texto : le goût de l'histoire », 2009 (1re éd. 1992, Tallandier, coll. « Approches »), 494 p. (ISBN 978-2-84734-565-0, présentation en ligne).
- Dominique Camus, Enquête sur les sorciers et jeteurs de sorts en France, aujourd'hui. Magie blanche, magie noire, Paris, Bussière, 2018, 258 p. (ISBN 978-2-85090-652-7).
- Norman Cohn (trad. Sylvie Laroche et Maurice Angeno), Démonolâtrie et sorcellerie au Moyen Âge : fantasmes et réalités [« Europe's inner demons »], Paris, Payot, coll. « Bibliothèque historique », 1982, 317 p. (présentation en ligne), [présentation en ligne].
- Jean Delumeau, La peur en Occident (XVIe-XVIIIe siècles), Paris, Fayard, coll. « Pluriel », 2011 (1re éd. 1978, Fayard, sous le titre La Peur en Occident (XVIe-XVIIIe siècles) : une cité assiégée), 607 p. (ISBN 978-2-8185-0147-4, présentation en ligne).
- Carlo Ginzburg (trad. de l'italien par Giordana Charuty), Les Batailles nocturnes : sorcellerie et rituels agraires en Frioul, (XVIe-XVIIe siècles) [« I Benandanti. Stregoneria e culti agrari tra Cinquecento e Seicento »], Lagrasse, Verdier, 1980, 238 p. (ISBN 2-86432-005-3, présentation en ligne), [présentation en ligne].Réédition : Carlo Ginzburg (trad. de l'italien par Giordana Charuty), Les Batailles nocturnes : sorcellerie et rituels agraires, (XVIe-XVIIe siècles) [« I Benandanti. Stregoneria e culti agrari tra Cinquecento e Seicento »], Paris, Flammarion, coll. « Champs » (no 135), 1984, 270 p. (ISBN 978-2-08-124477-1).
- Nicole Jacques-Chaquin (dir.) et Maxime Préaud (dir.), Le sabbat des sorciers en Europe (XVe-XVIIIe siècles) : colloque international ENS Fontenay-Saint-Cloud, 4-7 novembre 1992, Grenoble, Jérôme Millon, 1993, 442 p. (ISBN 2-905614-85-4).
- Robert Muchembled (dir.), Magie et sorcellerie en Europe : du Moyen Âge à nos jours, Paris, Armand Colin, 1994, 335 p. (ISBN 2-200-21399-9).
- Martine Ostorero (préf. Agostino Paravicini Bagliani), Le diable au sabbat : littérature démonologique et sorcellerie, 1440-1460, Florence, SISMEL - Edizioni del Galluzzo, coll. « Micrologus' Library » (no 38), 2011, XVII-806 p. (ISBN 978-88-8450-402-9, présentation en ligne), [présentation en ligne].
- Martine Ostorero, « Folâtrer avec les démons » : sabbat et chasse aux sorciers à Vevey (1448), Lausanne, Université de Lausanne, coll. « Cahiers lausannois d'histoire médiévale » (no 47), 2008, 2e éd. (1re éd. 1995), XV-323 p. (ISBN 978-2-940110-61-2 et 2-940110-61-1, présentation en ligne).
- Robert Léon Wagner, « Sorcier » et « magicien », contribution à l'histoire du vocabulaire de la magie, Paris, E. Droz, 1939, 293 p.
- Laurence Wuidar, Fuga Satanae : musique et démonologie à l'aube des temps modernes, Genève, Droz, coll. « Cahiers d'Humanisme et Renaissance » (no 150), 2018, 337 p. (ISBN 978-2-600-05868-1, présentation en ligne), [présentation en ligne].

#### Essais
- Édouard Brasey et Stéphanie Brasey, Traité de sorcellerie : suivi d'autres traités fameux et textes sulfureux consacrés aux sorciers et sorcières adeptes de la magie noire, Paris, Le Pré aux clercs, 2011, 431 p. (ISBN 978-2-84228-447-3).
- (en) K. A. Laity, « The Sorcerer », dans S.T. Joshi (dir.), Icons of Horror and the Supernatural : An Encyclopedia of Our Worst Nightmares, vol. 2, Westport (Connecticut) / Londres, Greenwood Press, 2007, 796 p. (ISBN 978-0-313-33780-2 et 0-313-33782-9), p. 565-589.